# Pouteria trilocularis
Pouteria trilocularis là một loài thực vật có hoa trong họ Hồng xiêm. Loài này được Cronquist miêu tả khoa học đầu tiên năm 1946.